# Jarosław
Jarosław é um município da Polônia, na voivodia da Subcarpácia e no condado de Jarosław. Estende-se por uma área de 34,61 km², com 38 295 habitantes, segundo os censos de 2016, com uma densidade de 1106,5 hab/km².